# Немачка окупација Чехословачке
Немачка окупација Чехословачке (1938–1945) започела је немачком анексијом Судета 1938. године, наставила се мартовском инвазијом на Чешку и стварањем Протектората Чешке и Моравске, а до краја 1944. проширила се на све делове бивше Чехословачке. Адолф Хитлер је окупацију Чехословачке образложио наводном патњом етничких Немаца који су живели на њеној територији.
После аншлуса Аустрије Нацистичка Немачка је у марту 1938. године, кренула у дања освајања, и прва мета на том путу била је Чехословачке као део Хитлерове амбиција, коју је реализовао Минхенским споразумом у септембру 1938. године.
Окупација је почела укључивање Судетске области у састав Немачке, 1. октобра 1938. године, што је остатак Чехословачке учинило слабим и немоћним да се одупре каснијој окупацији. У том акту, мали североисточни део пограничне регије познат као Заолзие био је окупиран и припојен Пољској наводно да би „заштитио“ локалну етничку пољску заједницу и као резултат претходних територијалних захтева (присутан у чешко-пољским споровима у од 1918. до 1920), док је Мађарска је добила јужне територије Словачке и Карпатску Русију, (рсн. Карпатьска Русь — „Карпатска Рус“; укр. Карпатська Русь — „Карпатска Рус“, или Закарпаття — „Закарпатје“; мађ. Kárpátalja — „Карпатија“), истојиско-географски регион у источној Европи, који се углавном налази у Закапартској области Украјине и мањим делом у суседним земљама око Карпата и Панонске низије.
Након што је Словачка проглашена за посебну државу 14. марта, сутрадан је Мађарска окупирала и припојила остатак Карпатске Рутеније (етнички разноврстан простор који насељавају Украјинци, Русини (Лемки), Мађари, Словаци, Румуни, Бугари и Руси) а немачки Вермахт је окупирао и остатак чешких земаља.
Хитлер је 16. марта 1939. године из Прашког замка прогласио Протекторат Чешке и Моравске након преговора са Емилом Хачом, који је остао као технички шеф државе са титулом председника државе. Међутим, учињен је све да се њему на да стварна власт, који је имао Рајхпротектор, који је радио као Хитлеров лични представник.
У марту 1944. године, током операције Маргарета, Мађарску је окупирала Немачка, док је почетком августа 1944. године Словачким националним устанком Словачка делила исту судбину.
Немачка окупација Чехословачке се завршила предајом Немачке након Другог светског рата.
Током немачке окупације убијено је између 294.000, до 320.000, грађана (укључујући Јевреје, који чине већину жртава). Одмазде су биле посебно оштре након атентата на Рајнхарда Хајндриха, нпр. злогласни и широко објављени покољ у Лидицама. Велики број људи је упућен на ропски рад у Немачку.

## Минхенски споразум
Када су представници Немачке, Италије, Велике Британије и Француске потписали Минхенски споразум 30. септембра 1938. године (нешто после поноћи), чинило се да су спасили европски мир. Адолф Хитлер је обећао да ће Чехословачкој, која је преименована у Чешко-Словачку, дати гаранције да неће бити окупирана, које су, међутим, остале само слово на папиру. Међутим овај споразум не само да је резултовао повлачењем граница, и губитак територије већ је проузроковао и дубоке промене унутар државе, што није избегла ни војска (чекала се реорганизација повезана са смањењем броја људи и оружја).
Споразум у Минхену био је заснован на овом Хитлеровом ставу...
Не тражим нити да се Немачкој дозволи да угњетава три и по милиона Француза, нити тражим да се три и по милиона Енглеза стави на нашу милост и немилост. Уместо тога, једноставно захтевам да престане угњетавање три и по милиона Немаца у Чехословачкој и да се заузме неотуђиво право на самоопредељење.
(Говор Адолфа Хитлера на конгресу НСДАП 1938)
Убрзо је Чехословачка спољна политика дошла је под немачки утицај, а Немачка је непрестано вршила притисак на крњу републику и постављала неприхватљиве захтеве. Немачка је, на пример, од Чехословачка, захтевала да Чехословачка делом злата и девиза, покрију валуту у Судетима. Чехословачка страна се сложила под условом да Немачка преузме део чехословачког државног дуга, што је немачка представник одбио. Под знатним притиском, представници Народне банке Чехословачке били су приморани да потпишу споразум са Немачком царском банком, према којем је Чехословачка Република пустила 481 милион круна, од чега 465,8 милиона у злату, а остатак у девизама, да покрије валуту у опљачканој пограничној области.
Покушај Чехословачке да прогласи неутралност осујећен је по Хитлеровој команди. Чехословачка је била принуђена да Немачкој „прода“ ратни материјал за 648.041.624 предратних чешких круна, који никада није плаћен. Такође је била принуђена да Немачкој проследи планове за неке системе наоружања, као што су топови великог домета произведени у Шкоди у Плзењу. Поред тога, Немачка је непрестано подстицала чешке Немце да изазивају провокације и да покажу свету да Немци у Чехословачкој не уживају сва своја права.
Минхенски споразум из 1938. донео је Немачкој значајне територијалне добитке. Ипак, Хитлер није био задовољан профитом. Десет дана касније, представио је Вилхелму Кителелу тајни списак питања о војним опцијама за окупацију остатка чешке територије, иако је у неколико говора у почетку негирао покушај добијања чешке територије и у Минхену гарантовао будући облик остатка чехословачке државе. 21. октобра издао је наредбу да се изврше припреме за војно „решавање питања са остатком Чешке“.

Након млаке реакција на немачки аншлус са Аустријом, владе Француске, Уједињеног Краљевства биле су спремне и да Чехословачку уступе Немачкој како би избегле рат по сваку цену. Француска влада није желела да се суочи сама са Немачком и преузме вођство од британске владе и њеног премијера Чемберлена, тим више што је Чемберлен тврдио да су судетске немачке жалбе оправдане и веровао је да су Хитлерове намере ограничене, и то образложио и у свом говору 27. септембра 1938, 20:00 у радио преносу.
Колико је ужасно, фантастично, невероватно да бисмо овде требали копати ровове и испробавати гас маске због свађе у далекој земљи између људи о којима не знамо ништа.
Британија и Француска су саветовале Чехословачкој да испуни немачке захтеве, на шта се Бенеш опирао и 20. маја 1938. била је у току делимична мобилизација као одговор на могућу немачку инвазију. Претпоставља се да је мобилизација могла бити покренута на основу совјетских дезинформација о Немачкој на ивици инвазије, која је имала за циљ покретање рата између западних сила. Дана 30. маја Хитлер је потписао тајну директиву да рат против Чехословачке започне најкасније 1. октобра.
У међувремену је британска влада захтевала да Бенеш затражи посредника. Не желећи да прекине везе своје владе са западном Европом, Бенеш је то невољно прихватио. Британци су поставили лорда Рунцимана и наложили му да наговори Бенеша да пристане на план који је прихватљив за судетске Немце. Бенеш је 2. септембра поднео Четврти план, удовољавајући готово свим захтевима Карлсбадер програма. Међутим, с намером да омета помирење, СдП је одржао демонстрације које су изазвале полицијску акцију у Острави 7. септембра. Судетски Немци прекинули су преговоре 13. септембра, након чега је уследило насиље и поремећај. Док су чехословачке трупе покушавале да успоставе ред, Хенлеин је одлетео у Немачку и 15. септембра издао проглас којим Немачка захтева преузимање Судетских крајева.
Истог дана Хитлер се састао са Чемберленом и затражио брзо преузимање Судета од стране Трећег рајха под претњом рата. Чеси су, тврдио је Хитлер, кољу судетске Немце. Чамберлен је захтев упутио британској и француској влади; које су прихватиле захтев. Чехословачка влада се опирала, тврдећи да ће Хитлеров предлог уништити економију нације и на крају довести до немачке контроле над целом Чехословачком. Чехословачка је капитулирала 21. септембра. Следећег дана, међутим, Хитлер је додао нове захтеве, инсистирајући да такође буду задовољене тежње Пољске и Мађарске. Румунија је такође позвана да учествује у подели Карпатске Русине, али је то одбила, јер је била савезница Чехословачке.
Чехословачка капитулација изазвала је излив националног огорчења. У демонстрацијама и митинзима, Чеси и Словаци позивали су на јаку војну владу која би одбранила интегритет државе. Постављен је нови кабинет - под вођством генерала Јана Сировија, а 23. септембра 1938. године издата је уредба о општој мобилизацији. Чехословачка војска - модерна и која има одличан систем пограничних утврђења - била је спремна за борбу. Совјетски Савез је објавио спремност да притекне у помоћ Чехословачкој. Бенеш је, међутим, одбио да крене у рат без подршке западних сила.
Почетком 1939. године почеле су да круже вести да Немци желе да окупирају остатак Чехословачке. Дана 12. јануара 1939. године команданти изабраних војних јединица добили су планове за извођење напад. Током фебруара 1939. године покренута је серија анти-чешких провокација, које су изазвали чешки Немци који су живели у великим чешким и моравским градовима. Почело је с провокативним поздравом, током којег се често чуло „Хеил Марз!“ Као алузија на чињеницу да ће у марту крња Чехословачка бити немачка. Сукоби су у Прагу, окончани полицијском интервенцијом. Дана 12. марта, поводом Дана немачких хероја, заставе са свастикама појавиле су се на неколико места у Прагу, а 13. марта берлинска новинска агенција објавила је лажни извештај да Прашка национална странка припрема оружани пуч са марксистичким комунистичким елементима.
Истог дана, група од око 600 Немаца напала је жандармску станицу у Стонаржову и жандарми су линчовани. Такође је одржан поход око шест хиљада брњских Немаца према Похорелицама, где је запаљена чешка царинарница и расељено њено особље. Поред тога, обавештајна служба је известила да се јаке колоне немачких трупа приближавају чешкој граници. Забринути због ове ситуације, чехословачки званичници затражили су објашњење од Немачке и пријем код министра спољних послова или Адолфа Хитлера.
Водећи представници чешког фашистичког покрета Влајка пуштени су из затвора у Прагу 14. марта, а у 13 часова стигао је у Праг извештава да се Хитлер слаже са предлогом председника Емила Хаче да посети Берлин.

## Увод у аутономију Словачке и окупација Карпатске Рутеније
Од фебруара 1939. створено је седам војних јединица које су биле спремне за марш. Очекивани позив Словака за помоћ Немачке није се остварио. После окупације аутономне Словачке од стране чешке војске 9. марта 1939. године (Хомолов пуч), Адолф Хитлер покушао је да присили тадашњег словачког премијера Јозефа Тиса, који је у Берлин стигао 13. марта, да потпише припремљену декларацију о словачкој независности. Иначе, територија Словачке требало је да буде подељена између Пољске и Мађарске.
Министар спољних послова Рајха Јоахим вон Рибентроп известио је о приближавању мађарске војске словачкој граници. Међутим, Јозеф Тисо није био вољан да сам донесе такву одлуку и зато му је било дозвољено да се консултује са члановима словачког парламента. Следећег дана, 14. марта, словачки парламент је на седници једногласно прогласи независност Словачке. Истог дана, манифест о независности прве Словачке Републике прочитан је у парламенту у Братислави.
У немачкој штампи се појавио низ чланака о насилним нападима на Немце и Словаке у Чехословачкој. Хитлер је одредио да рок за напад немачке војске буде 15. март у 6 сати ујутро. Дана 13. марта, Херман Геринг је позван у Берлин са одмора у Сан Рему, где је стигао поподне 14. марта.
У подкарпатској Русији чехословачке оружане снаге сузбиле су покушај државног удара у Карпатској Рутенији. Истог дана, међутим, мађарске трупе напале су Карпатску Рутенију, и постепено је окупирали до 18. марта, мада су последње борбе завршене тек 21. марта.
Након ових неуспеха Чехословачким трупама и снагама безбедности наређено је да се повуку, и даље водећи жестоке сукобе током повлачења са мађарским трупама.
Почетком октобра 1939. године окупирана је Пољска. Мађарска је такође настојала да поврати своје бивше територије, као што је делимично договорено у првој бечкој арбитражи 2. новембра 1938. године.

## Други светски рат

### Чехословачке дивизије
Још пре Другог светског рата, Чехословачка је престала да постоји. Њена територија била је подељена на Протекторат Чешке и Моравске, новопроглашену Словачку државу и краткотрајну Републику Карпатска Украјина. Док је већи део бивше Чехословачке дошао под контролу Трећег рајха, мађарске снаге (потпомогнуте Пољском) брзо су прегазиле Карпатску Украјину. Пољска и Мађарска су анектирале неке области (Заолзие, Јужну Словачку и Карпатску Русију) у јесен 1938. године Регија Заолзие постала је део Трећег рајха након немачке инвазије на Пољску септембра 1939. године.
Немачкој економији - оптерећеној тешком милитаризацијом - хитно су биле потребне девизе. Постављање вештачки високог курса између чехословачке круне и рајхсмарка донело је Немцима робу широке потрошње (и убрзо створило несташицу у Чешкој).
Чехословачка је имала модерну војску од 35 дивизија и била је главни произвођач митраљеза, тенкова и артиљерије, већина њих произведено је у фабрици Шкода у Плзењу. Многе чешке фабрике наставиле су да производе чешке производе све док нису прерађени у немачке производе. Чехословачка је имала и друге велике производне компаније. Читаве фабрике челика и хемикалија пресељене су из Чехословачке и поново састављене у Линцу (који постаје тешко индустријско подручје Аустрије).
У говору одржаном у Рајхстагу, Хитлер је нагласио војни значај окупације, напомињући да је окупацијом Чехословачке Немачка стекла 2.175 пољских топова, 469 тенкова, 500 противавионских артиљеријских оруђа, 43.000 митраљеза, 1.090.000 војних пушака, 114.000 пиштоља, око милијарду метака муниције и три милиона противавионских граната. Ова количина наоружања била би довољна за наоружање око половине тадашњег Вермахта. Чехословачко оружје је касније одиграло главну улогу у немачким освајањима Пољске (1939) и Француске (1940) - земаља које су вршиле притисак на чехословачку предају Немачкој 1938. године.

### Чехословачки отпор
Бенеш - вођа чехословачке владе у егзилу - и Франтишек Моравец - шеф чехословачке војне обавештајне службе - организовали су и координирали мрежу отпора. Хача, премијер Алоис Елиаш и чехословачки отпор признали су Бенешево вођство. Активна сарадња између Лондона и чехословачког домаћег фронта одржавала се током ратних година.
Најважнији догађај отпора била је операција Антропоид, атентат на Рајнхарда Хајдриха, заменика вође СС-а Хајнриха Химлера и тадашњег заштитника Чешке и Моравске. Бесан, Хитлер је наредио хапшење и погубљење 10.000 насумично изабраних Чеха. Преко 10.000 је ухапшено, а најмање 1.300 погубљено. Према једној процени, 5.000 људи је убијено у одмазди. Атентат је резултовао једном од најпознатијих репресалија у рату. Нацисти су потпуно уништили села Лидице и Лежак; сви мушкарци старији од 16 година из ових села су убијени, а остатак становништва је послат у нацистичке концентрационе логоре, где је убијено много жена и готово све деце.
Чехословачки отпор састојао се од четири главне групе:
- Команда војске - која је координирала са мноштвом спонтаних група да би формирала Одбрану нације (Обрана народа, ОН) са огранцима у Британији и Француској. Чехословачке јединице и формације са Чесима (око 65–70%) и Словацима (око 30%) служиле су у Пољској војсци (Чехословачка легија), Француској војсци, Краљевском ваздухопловству, Британској војсци (1. чехословачка оклопна војска) Бригаде) и Црвене армије (1. корпус). Две хиљаде осамдесет осам Чеха и 401 Словака борило се у 11. пешадијском батаљону Исток заједно са Британцима током рата у областима попут Северне Африке и Палестине.[18] Између осталих, чешки ловачки пилот, наредник Јозеф Франтишек био је један од најуспешнијих ловачких пилота у бици за Британију.
- Бенешеви сарадници - предвођени Прокопом Дртином створили су Политички центар, који је умало уништен хапшењима у новембру 1939, након чега су млађи политичари преузели контролу.
- Социјалдемократе и левичарски интелектуалци . у сарадњи са групама као што су синдикати и образовне институције, сачињавали су Комитет петиције да останемо верни (Petiční výbor Věrni zůstaneme, PVVZ).
- Комунистичка партија Чехословачке (КСЧ) - била је четврта главна група отпора. КСЧ је била једна од преко 20 политичких партија у демократској Првој републици, али никада није добила довољно гласова да поремети демократску владу. После Минхенског споразума, руководство КСЧ се преселило у Москву и странка је прешла у илегалу. До 1943. године, међутим, отпор КСЧ био је слаб. Пакт Молотов – Рибентроп из 1939. године, споразум о ненападању између нацистичке Немачке и Совјетског Савеза, оставио је КСЧ у расулу. Али увек веран совјетској линији, КСЧ је започео активнију борбу против Немаца након Операције Барбароса, немачког напада на Совјетски Савез у јуну 1941. године.

Демократске групе - ОН, ПУ и ПВВЗ - ујединиле су се почетком 1940. године и формирале Централни комитет отпора домова (Ústřední výbor odboje domácího, ÚVOD). Укључен првенствено у прикупљање обавештајних података, ÚVOD је сарађивао са совјетском обавештајном организацијом у Прагу. Након инвазије Немачке на Совјетски Савез у јуну 1941. године, демократске групе покушале су да створе јединствени фронт који би укључивао КСЧ. Хајдрихово именовање на јесен осујетило је ове напоре. До средине 1942, Немци су успели да истребе најискусније елементе чехословачких снага отпора.
Чехословачке снаге су се прегруписале 1942–1943. Савет тројице (Р3) - у коме је такође било заступљено комунистичко подземље - појавио се као жаришна тачка отпора. Р3 се припремио за помоћ ослобађајућим војскама САД и Совјетском Савезу. У сарадњи са партизанским јединицама Црвене армије, Р3 је развио герилску структуру.
Герилска активност се интензивирала порастом броја падобранских јединица 1944. године, што је довело до успостављања партизанских група попут 1. чехословачке партизанске бригаде Јана Жишке, бригаде Јан Козина или бригаде Мастер Јан Хус, а посебно након формирања привремене чехословачке владе у Кошицама 4. априла 1945. године „Национални комитети“ преузели су управу над градовима док су Немци протеривани. Више од 4.850 таквих одбора формирано је између 1944. и краја рата под надзором Црвене армије.
Дана 5. маја у Прагу је спонтано започео национални устанак, а новоформирани чешки национални савет готово је одмах је преузео вођство побуне. Преко 1.600 барикада постављено је широм града, а око 30.000 Чеха и Чехиња борило се три дана против 40.000 немачких трупа подржаних тенковима, авионима и артиљеријом. 8. маја немачки Вермахт је капитулирао; Совјетске трупе стигле су у Чехословцачку 9. маја 1945. године.

### Немачка политика
Постоје извори који наводе повољнији третман Чеха током немачке окупације у односу на третман Пољака и Украјинаца. То се приписује ставу унутар нацистичке хијерархије да је велики део становништва био „способан за аријанизацију“, па стога Чеси нису били изложени сличном степену насумичних и организованих аката бруталности који су имали њихови пољски колеге. Таква способност аријанизације поткрепљена је ставом да је део чешког становништва имао немачко порекло. С друге стране, Немци нису сматрали Чехе и Словене као расна равноправне због њихове класификације у мешану расу са јеврејским и азијским утицајима. То је илустровано у низу дискусија, које су овај народ оцрниле као мање вредног, а посебно Чехе као „опасне и са њима се мора поступати другачије од аријских народа“.
Поред недоследности непријатељства према Словенима, постоји и тврдња да је снажна, али уздржана политика у Чехословачкој делимично била вођена потребом да се становништво одржава негованим и самозадовољним како би могао да обавља витални посао производње оружја у фабрикама. До 1939. године, земља је већ била главно чвориште војне производње за Немачку, производила је авионе, тенкове, артиљерију и друго наоружање.

### Словачки национални устанак
Словачки национални устанак („устанак 1944.“) била је оружана борба између снага немачког Вермахта и побуњених словачких трупа, од августа до октобра 1944. године који је био усредсређен на Банску Бистрицу.
Побуњена словачка војска, формирана за борбу против Немаца, имала је, према проценама, 18.000 војника у августу, што је укупно порасло на 47.000 након мобилизације 9. септембра 1944. године, а касније на 60.000, плус 20.000 партизана. Међутим, крајем августа немачке трупе су успеле да разоружају источно-словачку војску, која је била најбоље опремљена, и тиме су знатно смањиле снагу словачке војске. Многи припадници ових снага послати су у концентрационе логоре у Трећем рајху; други су побегли и придружили се партизанским јединицама.
Словацима су у устанку помагали војници и партизани из Совјетског Савеза, Уједињеног Краљевства, САД, Француска, Чешка и Пољска. Укупно су 32 државе биле укључене у устанак.

### Чехословачка влада у егзилу
Наградни плакат за Јосефа Валчика, једног од атентатора на Реинхарда Хеидрицха.
Едвард Бенеш поднео је оставку на место председника прве Чехословачке Републике 5. октобра 1938. године након нацистичког пуча. У Лондону су он и други чехословачки прогнаници организовали чехословачку владу у егзилу и преговарали о међународном признању владе и одрицању од Минхенског споразума и његових последица.
Након избијања Другог светског рата, у Француској је конституисан Чехословачки национални комитет, који је под Бенешовим председништвом тражио међународно признање као прогнана влада Чехословачке. Овај покушај је довео до неких мањих успеха, као што је француско-чехословачки уговор од 2. октобра 1939. године, који је омогућавао реконструкцију чехословачке војске на француској територији, али потпуно признање није постигнуто. Чехословачка војска у Француској основана је 24. јануара 1940, а јединице њене 1. пешадијске дивизије учествовале су у последњим фазама битке за Француску, као и неки чехословачки борбени пилоти у разним француским борбеним ескадрилама.
Бенеш се надао обнови чехословачке државе у њеном предминхенском облику након очекиване савезничке победе, лажне наде. Влада у егзилу - са Бенешом као председником републике - успостављена је у јуну 1940. у егзилу у Лондону, са председником који је живео у Астон Абот-у. Британска влада га је признала 18. јула 1940. године. Са закашњењем, Совјетски Савез (у лето 1941) и САД (зими) признали су прогнану владу.
Године 1942. савезничко одбацивање Минхенског споразума успоставило је политички и правни континуитет Прве републике и де јуре признали Бенешево председавање.
Успех операције Антропоид - која је резултовала убиством Јозефа Габчика и Јана Кубиша 27. маја од стране Јозефа Габчика и Јана Кубиша - атентат на Рајхспротектора из Чешке и Моравске, Рајхарда Хајдриха, који су подржали Британци - утицао је на савезнике у овом одбацивању.
Минхенски споразум убрзан је субверзивним активностима судетских Немаца. Током последњих година рата, Бенеш је радио на решавању проблема немачке мањине и од савезника је добио сагласност за решење засновано на послератном премештају судетског немачког становништва. Прва Република била је посвећена западној политици у спољним пословима. Исход је био Минхенски споразум. Бенеш је био одлучан да ојача чехословачку безбедност против будуће немачке агресије кроз савезе са Пољском и Совјетским Савезом. Совјетски Савез се, међутим, успротивио тројном чехословачко-пољско-совјетском опредељењу. У децембру 1943. године Бенешева влада закључила је уговор управо са Совјетима.
Бенешево интересовање за одржавање пријатељских односа са Совјетским Савезом мотивисано је и његовом жељом да избегне совјетско подстицање послератног комунистичког пуча у Чехословачкој. Бенеш је радио на довођењу чехословачких комунистичких прогнаника у Британију уз сарадњу са својом владом, нудећи далекосежне концесије, укључујући национализацију тешке индустрије и стварање локалних народних одбора на крају рата. У марту 1945. године дао је кључне положаје у кабинету чехословачким комунистичким прогнаницима у Москви.
Након немачке одмазде за атентат на Рајнхарда Хајдриха, већина чешких група отпора захтевала је, засновано на нацистичком терору током окупације, етничко чишћење или „коначно решење немачког питања“ које би мораоло бити „решено“ депортацијом етничких Немаца из њихове домовине. Те репресалије су укључивале масакре у селима Лидице и Лежаки, мада та села нису била повезана са чешким отпором.
Ове захтеве усвојила је влада у емиграцији, која је тражила подршку савезника за овај предлог, почев од 1943. године. Током окупације Чехословачке, влада у егзилу прогласила је низ закона који се сада називају „Бенешове уредбе“. Један део ових уредби бавио се статусом етничких Немаца и Мађара у послератној Чехословачкој и био је основ за депортацију око 3.000.000 Немаца и Мађара из земље која је вековима била њихов дом.
Бенешеве уредбе су прогласиле да се немачка имовина одузима без накнаде. Међутим, коначни споразум којим се одобрава присилни премештај Немаца постигнут је тек 2. августа 1945. на крају Потсдамске конференције.